# Rio Alheda
O rio Alheda, ribeira de Espinho no seu troço inicial, é um pequeno rio português, com cerca de 8 km de extensão. Todo o seu percurso é feito dentro do concelho de Miranda do Corvo. Nasce perto da povoação de Gondramaz e desagua na margem direita do rio Dueça na vila de Miranda do Corvo.
Este pequeno rio atravessa o centro da vila de Miranda do Corvo. No seu percurso acidentado e íngreme formam-se várias quedas de água de grande beleza.

## Afluentes
- Ribeiro da Senhora da Piedade
- Ribeira do Padrão
- Ribeiro da Azenha